# Gonzalo Sánchez de Somoza Quiroga
Gonzalo Sánchez de Somoza Quiroga (1575-14 de agosto de 1644) fue un obispo católico que sirvió como obispo titular de Mondoñedo entre 1638-1644. 

## Biografía
Gonzalo Sánchez de Somoza Quiroga nació alrededor del año de 1575 en Santa María de Ferreira, municipio de Pantón, provincia de Lugo, en Galicia,  España, hijo de D. Gonzalo Sánchez de Somoza y D.ª Catalina de Quiroga Balboa, de familia procedente de la nobleza gallega. 
El 21 de junio de 1638, fue elegido por Felipe IV y confirmado por el Papa Urbano VIII como obispo de Mondoñedo. El 23 de enero de 1639 tuvo lugar su consagración episcopal por Fernando Andrade Sotomayor, arzobispo de Burgos con Bartolomé Santos de Risoba, obispo de León, y Cristóbal Guzmán Santoyo, obispo de Palencia, sirviendo como co-consagrantes. 
Durante su corto episcopado convocó el Sínodo Diocesano de 1641, el sexto por orden cronológico de los diez que tuvieron lugar en la sede mindoniense a lo largo de todo el siglo XVII.
Fue obispo de Mondoñedo hasta su muerte el 14 de agosto de 1644. Mientras era obispo, sirvió como coconsagrante principal de Diego Martínez Zarzosa, obispo de Tuy el 15 de mayo de 1644 en la ciudad de Tuy, justo tres meses antes de su fallecimiento.
| Predecesor: Antonio Valdés Herrera | Obispo de Mondoñedo 1638-1644 | Sucesor: Juan Juániz de Echalar |